# Großengersdorf
Großengersdorf osztrák mezőváros Alsó-Ausztria Mistelbachi járásában. 2021 januárjában 1477 lakosa volt. 

## Elhelyezkedése

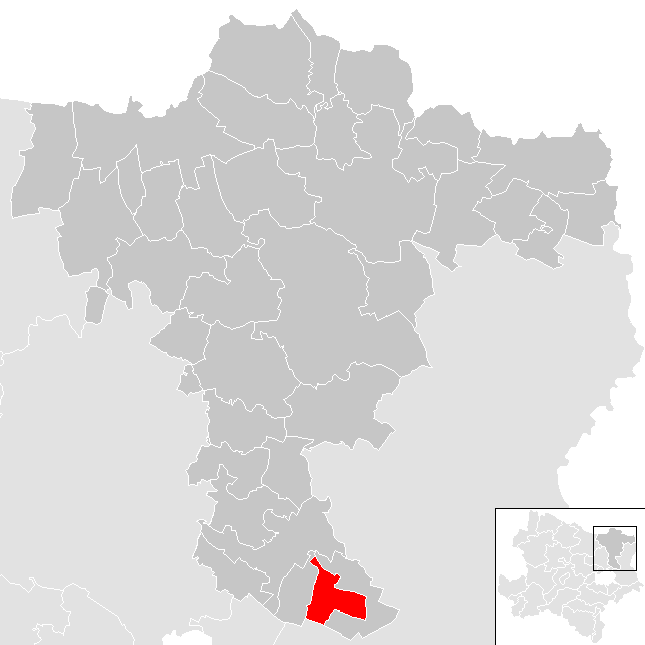
Großengersdorf a Mistelbachi járásban

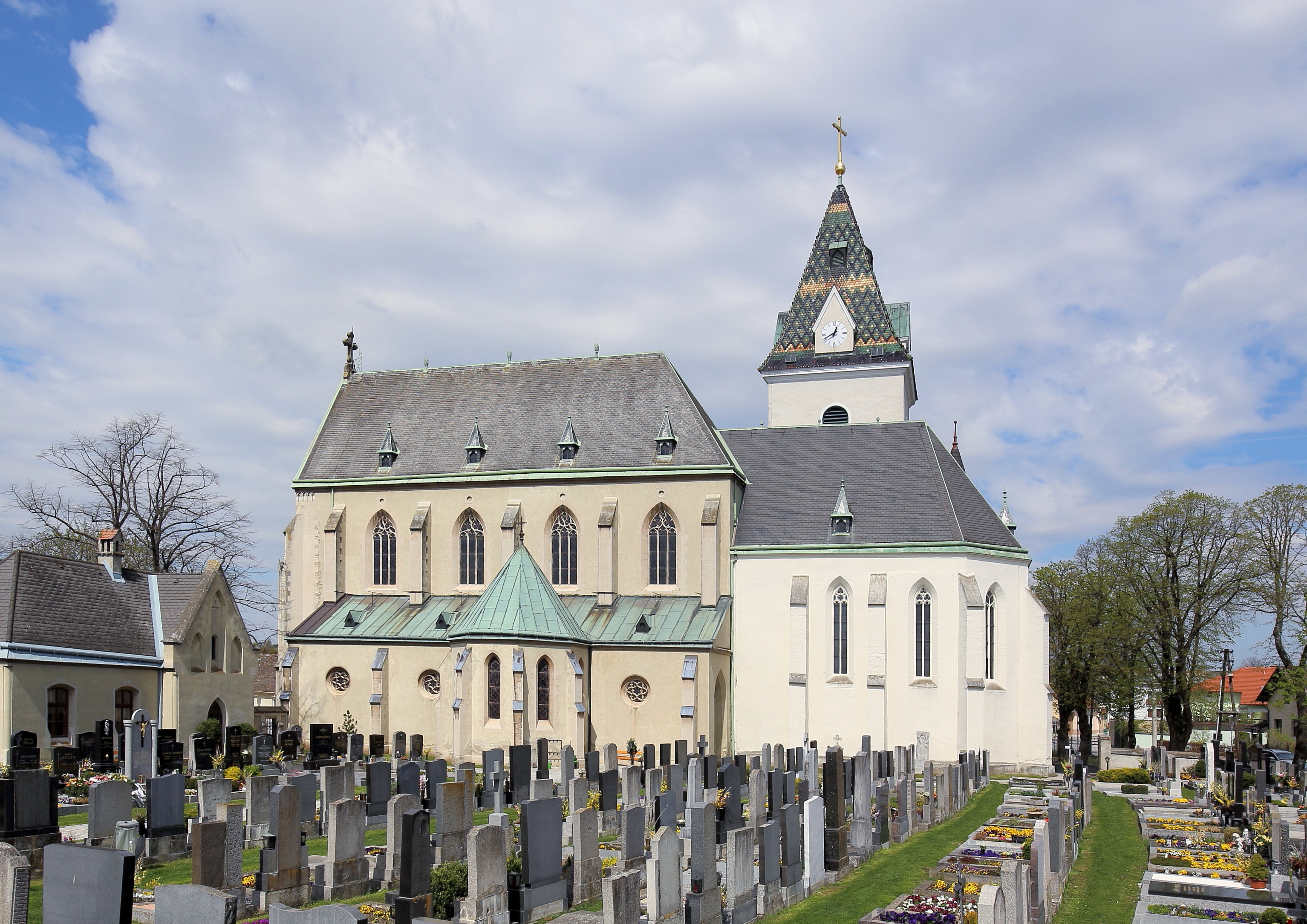
A Mária mennybevétele-plébániatemplom

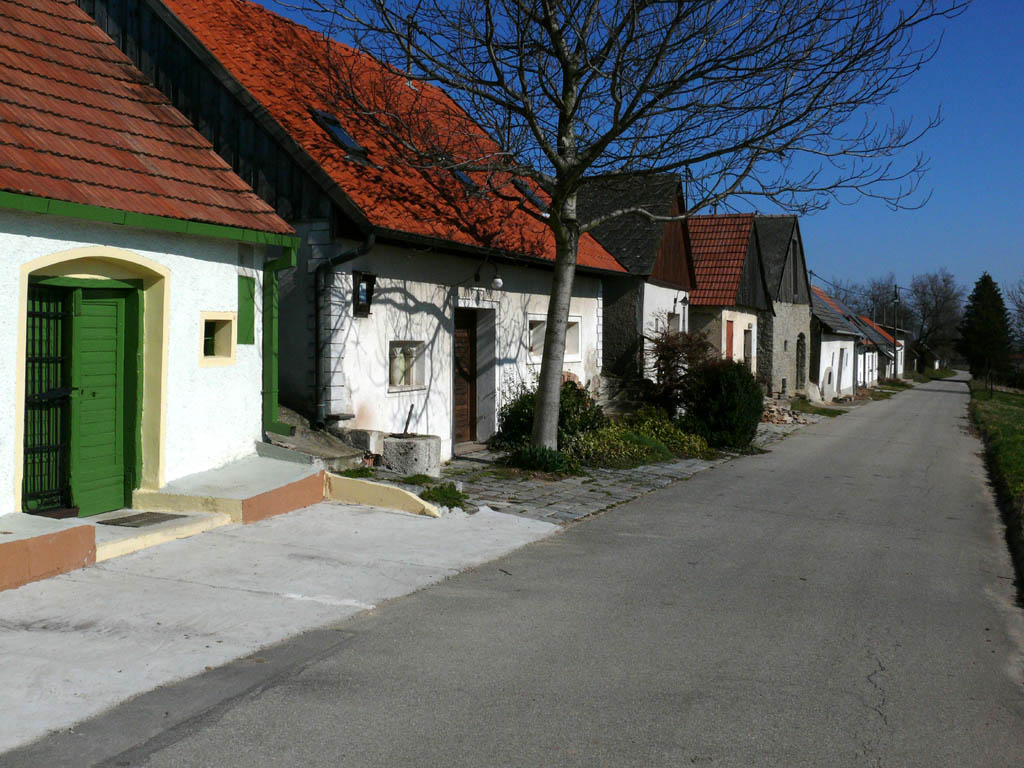
A régi pincesor

Großengersdorf a tartomány Weinviertel régiójában fekszik a Morva-mező északnyugati peremén, a Rußbach folyó mentén. Területének 7,4%-a erdő, 77,6% áll mezőgazdasági művelés alatt. Az önkormányzathoz egyetlen település tartozik. 
A környező önkormányzatok:nyugatra Pillichsdorf, keletre Bockfließ, délre Deutsch-Wagram.

## Története
A települést először 1114-ben említik, amikor egy bizonyos Bernhard von Engilrichesdorf tanúként szerepelt a klosterneuburgi apátság adománylevelén. Neve többször is változott, a 17. századtól kezdve hívták Groß-Engersdorfnak. 2008-ban ez Großengersdorfra változott. 
Első, valószínűleg még fából készült temploma 1339 előtt épült. Saját egyházközséget csak 1784-ben kapott. 
Az 1938-as címjegyzék szerint a mezővárosban egy orvos, három pék, két bognár, egy tüzelőanyag-kereskedő, egy esztergályos, két hentes, három fodrász, öt vendéglős, hét vegyeskereskedő, egy üveges, egy bába, egy fakereskedő, egy gyertya- és szappankereskedő, két szobafestő, tizenegy piaci kofa, két kőművesmester, két molnár, két fűrészmalomtulajdonos, két nyerges, három lakatos, két kovács, két szabó és három szabónő, egy késes, hat cipész, egy bádogos, két ács, egy élelmiszerkereskedő, egy kádár, három borász, két asztalosmester és néhány földműves lakott. 

## Lakosság
A großengersdorfi önkormányzat területén 2021 januárjában 1477 fő élt. A lakosságszám 1981 óta enyhén gyarapodó tendenciát mutat. 2019-ben az ittlakók 88,4%-a volt osztrák állampolgár; a külföldiek közül 0,7% a régi (2004 előtti), 3,5% az új EU-tagállamokból érkezett. 6,9% az egykori Jugoszlávia (Szlovénia és Horvátország nélkül) vagy Törökország, 0,4% egyéb országok polgára volt. 2001-ben a lakosok 90,3%-a római katolikusnak, 1% ortodoxnak, 4,9% mohamedánnak, 3,2% pedig felekezeten kívülinek vallotta magát. Ugyanekkor a legnagyobb nemzetiségi csoportot a németek (94,6%) mellett a törökök alkották 4%-kal. 
A népesség változása:

| 2016 | 1 490 |
| 2018 | 1 478 |

## Látnivalók
- a Mária mennybevétele-plébániatemplom
- a helytörténeti múzeum
- a régi pincesor

## Fordítás
- Ez a szócikk részben vagy egészben  a   Großengersdorf című német Wikipédia-szócikk ezen változatának fordításán alapul.  Az eredeti cikk szerkesztőit annak laptörténete sorolja fel. Ez a jelzés csupán a megfogalmazás eredetét és a szerzői jogokat jelzi, nem szolgál a cikkben szereplő információk forrásmegjelöléseként.